# Nycticorax

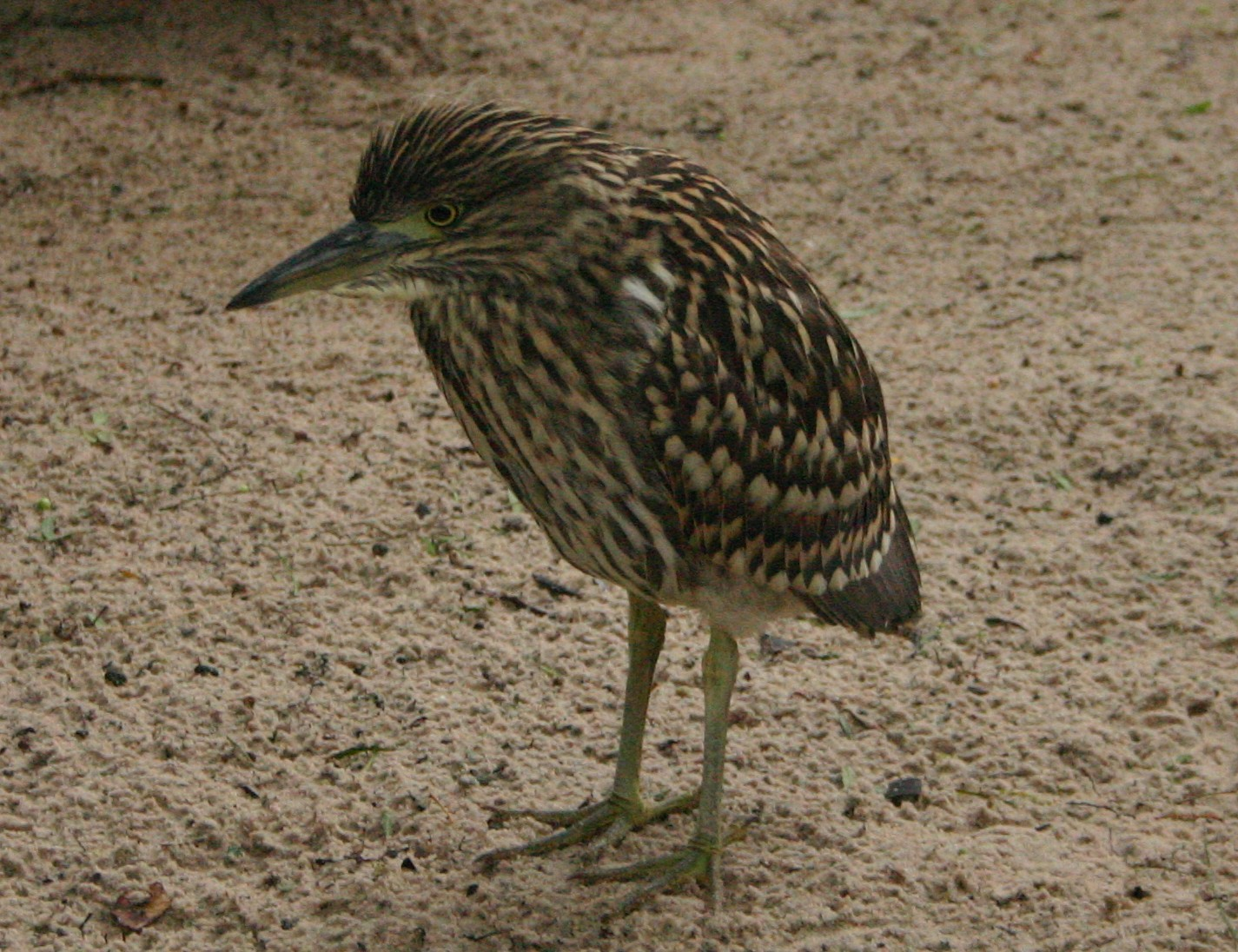
Jungvogel des Rotrückenreihers

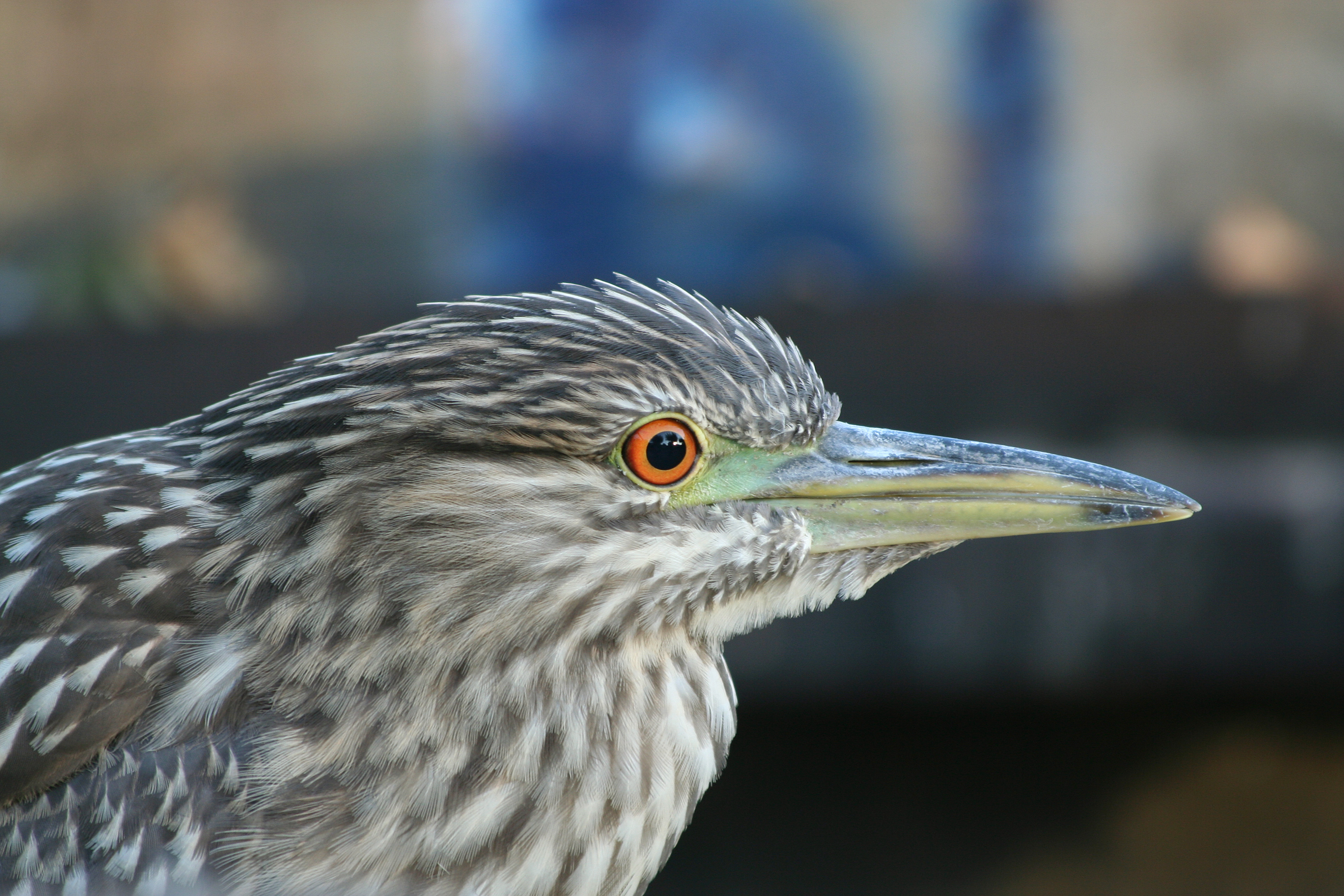
Kopfporträt eines Jungvogels

Die Nycticorax sind eine Reihergattung, die zur Unterfamilie Ardeinae gehören. Der Name „Nycticorax“ leitet sich aus dem Griechischen für „Nachtrabe“ ab und bezieht sich auf die überwiegend nachts stattfindende Nahrungssuche dieser Reiher. Der Nachtreiher, die in Europa bekannteste Art dieser Gattung, hat außerdem einen rabenähnlich rauen Ruf.

## Erscheinungsbild
Die Nycticorax-Reiher sind mittelgroße Reiher. Ihre enge Verwandtschaft wird vor allem bei juvenilen Vögeln sichtbar. Die Jungvögel haben bei allen drei Arten fleckenförmige Längsstreifen auf den Flügeln. Besonders ausgeprägt ist die Ähnlichkeit zwischen Jungvögeln der Arten Rotrückenreiher und Nachtreiher. Bei diesen beiden Arten findet sich ein ausgeprägtes Fleckenmuster in Längsstreifen auf dem gesamten Körpergefieder.
Alle drei Arten haben einen schwarzen Oberkopf mit einem weißen Oberschopf. Der Weißrückenreiher und der Nachtreiher weisen ein überwiegend graues Gefieder auf und rötliche Iris. Der Rotrückenreiher hat davon abweichend einen kastanienbraunen Rücken und ebensolche Flügel. Hals und Kopfseiten sind dagegen ockerfarben.

## Verbreitungsgebiet
Der Nachtreiher hat unter den drei rezenten Arten das größte Verbreitungsgebiet. Er kommt in der gemäßigten und tropischen Zone in Nord- und Südamerika, Europa, Afrika und Asien vor.
Das Verbreitungsgebiet des Rotrückenreihers liegt in Indonesien, Neuguinea, den Philippinen, Palau, Mikronesien, Neukaledonien, dem Bismarck-Archipel, den Salomonen-Inseln, Australien und Neuseeland.
Der Weißrückenreiher dagegen kommt in Afrika südlich der Sahara vor. Er ist ein einzelgängerischer Reiher, der in seinem Lebensraum auf tropische Wälder beschränkt ist. Der Rotrückenreiher dagegen ist eine verhältnismäßig anpassungsfähige Art, der sich auch urbane Lebensräume erschlossen hat. Auch der Nachtreiher ist eine ausgesprochen anpassungsfähige Art und brütet in Chile noch in Höhenlagen von 4.800 Höhenmeter. Er kommt sehr häufig in Lebensräumen vor, die stark durch den Menschen geprägt sind. So findet er in Gebieten mit Reisfeldern dort bis zu 96 Prozent seiner Nahrung. Während der Weißrückenreiher ein Standvogel ist, ziehen sowohl beim Nacht- als auch beim Rotrückenreiher Teile der Population nach der Fortpflanzungszeit.

## Systematik
Früher wurden auch die Reiher der Gattungen Calherodius, Gorsachius und Nyctanassa zur Gattung Nycticorax gezählt. Heute besteht jedoch Konsens, dass diese Arten eigenen Gattungen zugeordnet werden. Insgesamt gehören noch zwei rezente Arten zur Gattung. Mehrere Arten sind mittlerweile ausgestorben:
- Nachtreiher (Nycticorax nycticorax)
- Rotrückenreiher (Nycticorax caledonicus)
- † Ascension-Nachtreiher (Nycticorax olsoni)
- † Mauritius-Nachtreiher (Nycticorax mauritanus)
- † Rodrigues-Nachtreiher (Nycticorax megacephalus)
- † Niue-Nachtreiher (Nycticorax kalavikai)
- † Réunion-Nachtreiher (Nycticorax duboisi)

## Eponyme
1999 wurde der Asteroid (8753) Nycticorax nach der Gattung benannt.

## Einzelbelege
1. ↑   Kushlan et al., S. 262
2. ↑  Minor Planet Circ. 33792